# 2005年の日本公開映画
- 映画 > 映画の一覧 > 年度別日本公開映画 > 2005年の日本公開映画
- 映画 > 2005年の映画 > 2005年の日本公開映画

2005年の日本公開映画（2005ねんのにほんこうかいえいが）では、2005年（平成17年）1月1日から同年12月31日までに日本で商業公開された映画の一覧を記載。作品名の右の丸括弧内は製作国を示す。
記載の凡例については年度別日本公開映画#凡例を参照

## 作品一覧

### 1月
- 1日
  - カンフーハッスル（ 香港）
- 8日
  - 赤いアモーレ ( イタリア)
  - TAXI NY ( アメリカ合衆国・ フランス)
- 15日
  - 北の零年（ 日本）
  - 東京タワー（ 日本）
  - ネバーランド（ アメリカ合衆国）
  - またの日の知華（ 日本）
  - もし、あなたなら 6つの視線 ( 韓国)
- 22日
  - オーシャンズ12 ( アメリカ合衆国)
  - キャロルの初恋 ( スペイン)
  - パッチギ!（ 日本）
  - 陽のあたる場所から ( フランス・ アイスランド・ ベルギー)
  - 火火（ 日本）
  - フリック（ 日本）
  - レイクサイド マーダーケース（ 日本）
- 29日
  - アウト・オブ・タイム（ アメリカ合衆国）
  - 雨よりせつなく（ 日本）
  - 生命（ 台湾）
  - オペラ座の怪人（ アメリカ合衆国）
  - 劇場版 テニスの王子様 二人のサムライ The First Game（同時上映 劇場版 テニスの王子様 跡部からの贈り物 君に捧げるテニプリ祭り） ( 日本)
  - 故郷の香り（ 中国）
  - サンサーラ（ フランス）
  - スパイ・バウンド（ フランス）
  - トニー滝谷（ 日本）
  - YUMENO（ 日本）
  - ライフ・イズ・コメディ! ピーター・セラーズの愛し方（ アメリカ合衆国・ イギリス）
  - Ray/レイ（ アメリカ合衆国）

### 2月
- 5日
  - 新・影の軍団 第五章 服部半蔵vs陰陽師 ( 日本)
  - アニムスアニマ ( 日本)
  - AIR ( 日本)
  - 着信アリ2 ( 日本)
  - 1リットルの涙 ( 日本)
  - DV ドメスティック・バイオレンス ( 日本)
  - 死霊波 ( 日本)
  - ファンタスティポ ( 日本)
  - ステップフォード・ワイフ ( アメリカ合衆国)
  - アレキサンダー ( アメリカ合衆国)
  - きみに読む物語 ( アメリカ合衆国)
  - ビフォア・サンセット ( アメリカ合衆国)
  - タッチ・オブ・スパイス ( ギリシャ)
  - エメラルド・カウボーイ ( コロンビア)
  - 復讐者に憐れみを ( 韓国)
- 6日
  - 新・影の軍団 ～最終章～ 服部半蔵最期の戦い ( 日本)
- 11日
  - シベリア超特急5 ( 日本)
  - THE JUON/呪怨 ( アメリカ合衆国)
  - サスペクト・ゼロ ( アメリカ合衆国)
  - ボーン・スプレマシー ( アメリカ合衆国)
  - 運命を分けたザイル ( イギリス)
  - 大統領の理髪師 ( 韓国)
- 12日
  - ファイティング・テンプテーションズ ( アメリカ合衆国)
  - マシニスト ( スペイン・ アメリカ合衆国)
  - ソン・フレール -兄との約束-（ フランス）
  - 最後の晩餐 ( 日本)
- 19日
  - MAKOTO ( 日本)
  - 苺の破片 ( 日本)
  - ICHIGEKI/一撃 ( アメリカ合衆国)
  - Uボート 最後の決断 ( アメリカ合衆国)
  - アイ・アム・デビッド ( アメリカ合衆国)
  - レオポルド・ブルームへの手紙 ( イギリス・ アメリカ合衆国)
  - ダブリン上等! ( アイルランド・ イギリス)
- 26日
  - セルラー ( アメリカ合衆国)
  - プリティ・プリンセス2 ( アメリカ合衆国)
  - ビヨンド the シー 夢見るように歌えば（ アメリカ合衆国）
  - 猟人日記 ( イギリス・ フランス)
  - 火星人メルカーノ ( アルゼンチン)

### 3月
- 5日
  - アナコンダ2（ アメリカ合衆国）
  - 失われた龍の系譜 トレース・オブ・ア・ドラゴン（ 香港）
  - サイドウェイ（ アメリカ合衆国）
  - 渋谷物語（ 日本）
  - シャーク・テイル（ アメリカ合衆国/アニメ）
  - ビューティフル・デイズ（ インドネシア）
  - 香港国際警察/NEW POLICE STORY（ 香港）
  - ミーン・ガールズ（ アメリカ合衆国)
  - レクイエム（ アメリカ合衆国）
  - ローレライ（ 日本）
  - ONE PIECE THE MOVIE オマツリ男爵と秘密の島（ 日本）
- 12日
  - あずみ2 Death or Love（ 日本）
  - 劇場版デュエル・マスターズ 闇の城の魔龍凰（ 日本）
  - ロックマンエグゼ 光と闇の遺産（ 日本）
  - 永遠のハバナ（ キューバ・ スペイン）
  - カナリア（ 日本）
  - DEMONLOVER（ フランス）
  - 天上草原（ 中国）
  - 微笑みに出逢う街角（ カナダ・ イタリア）
  - レーシング・ストライプス（ アメリカ合衆国）
  - ロング・エンゲージメント（ フランス）
- 19日
  - いぬのえいが（ 日本）
  - エターナル・サンシャイン（ アメリカ合衆国）
  - オオカミの誘惑（ 韓国）
  - コントロール（ アメリカ合衆国）
  - ZOO（ 日本）
  - 清風明月（ 韓国）
  - 鉄人28号（ 日本）
  - ナショナル・トレジャー（ アメリカ合衆国）
  - ハサミ男（ 日本）
  - バンジージャンプする（ 韓国）
  - ひとまず走れ!（ 韓国）
  - フェーンチャン ぼくの恋人（ タイ）
  - ブリジット・ジョーンズの日記 きれそうなわたしの12か月（ アメリカ合衆国）
  - ライトニング・イン・ア・ボトル ～ラジオシティ・ミュージックホール 奇蹟の夜～（ アメリカ合衆国）
- 26日
  - アビエイター（ アメリカ合衆国）
  - クライシス・オブ・アメリカ（ アメリカ合衆国）
  - 恋の風景（ 香港・ 中国）
  - 恋は五・七・五!（ 日本）
  - 極道の妻たち 情炎（ 日本）
  - サマリア（ 韓国）
  - 世界で一番パパが好き!（ アメリカ合衆国）
  - ハウス・オブ・ザ・デッド（ アメリカ合衆国・ ドイツ・ カナダ）

### 4月
- 2日
  - コーヒー&シガレッツ（ アメリカ合衆国）
  - フレンチなしあわせのみつけ方（ フランス）
  - 真夜中の弥次さん喜多さん（ 日本）
  - 隣人13号（ 日本）
- 9日
  - フライト・オブ・フェニックス（ アメリカ合衆国）
  - コーラス（ フランス）
  - ブリジット（ フランス・ アメリカ合衆国）
  - バッド・エデュケーション（ スペイン）
  - スパイダー・フォレスト/懺悔（ 韓国）
  - 名探偵コナン 水平線上の陰謀（ 日本）
  - 富江 BEGINNING（ 日本）
- 16日
  - マスク2（ アメリカ合衆国）
  - コンスタンティン（ アメリカ合衆国）
  - サーティーン あの頃欲しかった愛のこと（ アメリカ合衆国）
  - 愛の神、エロス（ アメリカ合衆国・ フランス・ イタリア・ 中国）
  - 海を飛ぶ夢（ スペイン）
  - ベルンの奇蹟（ ドイツ）
  - レジェンド 三蔵法師の秘宝（ 中国・ 香港・ 台湾）
  - インファナル・アフェアIII 終極無間（ 香港）
  - 英語完全征服（ 韓国）
  - クレヨンしんちゃん 伝説を呼ぶブリブリ 3分ポッキリ大進撃（ 日本）
  - 阿修羅城の瞳（ 日本）
  - 映画 ふたりはプリキュア Max Heart（ 日本）
- 23日
  - Shall We Dance?（ アメリカ合衆国）
  - ハイド・アンド・シーク 暗闇のかくれんぼ（ アメリカ合衆国）
  - キャビン・フィーバー（ アメリカ合衆国）
  - さよなら、さよならハリウッド（ アメリカ合衆国）
  - フォービデン・ゾーン（ アメリカ合衆国）
  - ウィンブルドン（ イギリス・ フランス）
  - 甘い人生（ 韓国）
  - コックリさん（ 韓国）
  - シャウト オブ アジア（ 韓国・ 日本）
  - PTU（ 香港）
  - Little Birds イラク戦火の家族たち（ 日本）
  - 村の写真集（ 日本）
- 29日
  - ドッジボール（ アメリカ合衆国）
  - ベルリン、僕らの革命（ ドイツ・ オーストリア）
  - エレニの旅（ フランス・ ギリシャ・ イタリア）
  - ウィスキー（ ウルグアイ）
- 30日
  - 9 SONGS（ イギリス）
  - わが家の犬は世界一（ 中国）
  - 氷雨（ 韓国）
  - 緑玉紳士（ 日本）
  - ベアテの贈りもの（ 日本）
  - ヘアスタイル（ 日本）

### 5月
- 3日
  - レモニー・スニケットの世にも不幸せな物語（ アメリカ合衆国）
- 7日
  - ブレイド3（ アメリカ合衆国）
  - サラ いつわりの祈り（ アメリカ合衆国）
  - ライフ・アクアティック（ アメリカ合衆国）
  - やさしくキスをして（ イギリス）
  - 交渉人 真下正義（ 日本）
  - メールで届いた物語（ 日本）
- 14日
  - バタフライ・エフェクト（ アメリカ合衆国）
  - プライド 栄光への絆（ アメリカ合衆国）
  - キングダム・オブ・ヘブン（ アメリカ合衆国）
  - ワイルド・タウン/英雄伝説（ アメリカ合衆国）
  - ブルー・レクイエム（ フランス）
  - 桃色 Colour Blossoms（ 香港・ 日本・ 韓国）
  - 美しい夜、残酷な朝（ 韓国）
  - スカーレットレター（ 韓国）
  - female（ 日本）
  - タナカヒロシのすべて（ 日本）
  - ピンクリボン（ 日本）
  - 花と蛇2 パリ/静子（ 日本）
  - KARAOKE-人生紙一重-（ 日本）
  - シャトー・デ・ローゼス（ 日本）
- 21日
  - クローサー（ アメリカ合衆国）
  - 炎のメモリアル（ アメリカ合衆国）
  - ザ・インタープリター（ アメリカ合衆国）
  - デンジャラス・ビューティー2（ アメリカ合衆国）
  - イン・ザ・プール（ 日本）
- 28日
  - ミリオンダラー・ベイビー（ アメリカ合衆国）
  - チャレンジ・キッズ 未来に架ける子どもたち（ アメリカ合衆国）
  - ワンダーランド（ アメリカ合衆国・ カナダ）
  - 奇蹟のイレブン ［1966年W杯 北朝鮮VSイタリア戦の真実］（ イギリス）
  - サーフ・アドベンチャー（ ブラジル）
  - マイ・ブラザー（ 韓国）
  - 彼女を信じないでください（ 韓国）
  - オペレッタ狸御殿（ 日本）
  - 機動戦士Ζガンダム 星を継ぐ者（ 日本）

### 6月
- 4日
  - いらっしゃいませ、患者さま。（ 日本）
  - エレクトラ ( アメリカ合衆国)
  - 大いなる休暇 ( カナダ)
  - おわらない物語 アビバの場合 ( アメリカ合衆国)
  - 最後の恋のはじめ方 ( アメリカ合衆国)
  - 電車男（ 日本）
  - ニライカナイからの手紙（ 日本）
  - バス174 ( ブラジル)
  - ビートキッズ（ 日本）
  - フォーガットン ( アメリカ合衆国)
  - ホステージ ( アメリカ合衆国)
  - 四日間の奇蹟（ 日本）
  - ラヴェンダーの咲く庭で（ イギリス）
  - -less レス（ アメリカ合衆国・ フランス）
- 11日
  - 帰郷（ 日本）
  - サハラ 死の砂漠を脱出せよ（ アメリカ合衆国）
  - 戦国自衛隊1549（ 日本）
  - トラブル IN ベガス（ アメリカ合衆国）
  - バースデー・ウェディング（ 日本）
  - 夢の中へ（ 日本）
  - リチャード・ニクソン暗殺を企てた男（ アメリカ合衆国）
- 18日
  - オーギュスタン 恋々風塵（ フランス）
  - 50回目のファースト・キス（ アメリカ合衆国）
  - ザ・リング2（ アメリカ合衆国）
  - スピーシーズ3 禁断の種（ アメリカ合衆国）
  - 初恋白書（ 韓国）
  - バットマン ビギンズ（ アメリカ合衆国）
  - マイ・リトル・ブライド（ 韓国）
  - 蟲たちの家（ 日本）
  - 1_0 ワン・ポイント・オー ( アメリカ合衆国・ ルーマニア・ アイスランド)
- 25日
  - 埋もれ木（ 日本）
  - オープン・ウォーター（ アメリカ合衆国）
  - 樹の海（ 日本）
  - ダニー・ザ・ドッグ（ アメリカ合衆国・ フランス）
  - 『超』怖い話 THE MOVIE 闇の映画祭（ 日本）
  - Dear フランキー（ イギリス）
  - ノミ・ソング（ ドイツ）
  - メリンダとメリンダ（ アメリカ合衆国）
  - ワンナイト・イン・モンコック（ 香港）
- 29日
  - 宇宙戦争（ アメリカ合衆国）

### 7月
- 2日
  - いつか読書する日（ 日本）
  - あした元気にな〜れ!～半分のさつまいも～（ 日本）
  - 亀は意外と速く泳ぐ（ 日本）
  - 逆境ナイン（ 日本）
  - 「超」怖い話 THE MOVIE 闇の映画祭（ 日本）
  - ナニワ金融道 灰原勝負!起死回生のおとしまえ!!（ 日本）
  - ピーカン夫婦（ 日本）
  - マイ・ファーザー（ イタリア・ ブラジル・ ハンガリー）
  - マジック・キッチン（ 香港）
  - マラソン（ 韓国）
  - 迷宮の女（ フランス）
- 9日
  - アルフィー（ アメリカ合衆国）
  - ヴェラ・ドレイク（ イギリス）
  - 狼たちの鎮魂歌（ イタリア）
  - おまけつき新婚生活（ アメリカ合衆国）
  - 輝ける青春（ イタリア）
  - スター・ウォーズ エピソード3/シスの復讐（ アメリカ合衆国）
  - ダンシング・ハバナ（ アメリカ合衆国）
  - DMZ非武装地帯（ 韓国）
  - ヒトラー 〜最期の12日間〜（ ドイツ・ イタリア）
  - HINOKIO（ 日本）
  - フライ,ダディ,フライ（ 日本）
  - モディリアーニ 真実の愛（ アメリカ合衆国・ ドイツ・ フランス・ イタリア・ ルーマニア・ イギリス）
- 16日
  - 姑獲鳥の夏（ 日本）
  - 運命じゃない人（ 日本）
  - 兜王ビートル（ 日本）
  - 劇場版ポケットモンスター アドバンスジェネレーション ミュウと波導の勇者 ルカリオ（ 日本/アニメ）
  - 恋する神父（ 韓国）
  - 皇帝ペンギン（ フランス）
  - それいけ!アンパンマン ハピーの大冒険（ 日本/アニメ）
  - ビラボン・オデッセイ（ アメリカ合衆国）
  - 星になった少年（ 日本）
  - マルチュク青春通り（ 韓国）
  - 山猫は眠らない3 決別の照準（ アメリカ合衆国）
  - ライフ・イズ・ミラクル（ セルビア・モンテネグロ・ フランス）
  - 0:34 レイジ34フン（ イギリス）
- 23日
  - アイランド（ アメリカ合衆国）
  - 劇場版 鋼の錬金術師 シャンバラを征く者（ 日本）
  - 大変な結婚（ 韓国）
  - ボブ・ディランの頭のなか（ アメリカ合衆国・ イギリス）
  - ライディング・ザ・ブレット（ アメリカ合衆国）
  - リンダ リンダ リンダ（ 日本）
- 30日
  - ヒナゴン（ 日本）
  - 心中エレジー（ 日本）
  - チーム★アメリカ/ワールドポリス（ アメリカ合衆国）
  - ナチュラル・シティ（ 韓国）
  - ハービー/機械じかけのキューピッド（ アメリカ合衆国）
  - 亡国のイージス（ 日本）
  - ボーン・トゥ・ブギー（ イギリス）
  - メタリカ：真実の瞬間（ アメリカ合衆国）
  - ロボッツ（ アメリカ合衆国/アニメ）

### 8月
- 6日
  - コーチ・カーター（ アメリカ合衆国）
  - ターネーション（ アメリカ合衆国）
  - ドルフィン・グライド（ オーストラリア）
  - 千年湖（ 韓国）
  - マリといた夏（ 韓国/アニメ）
  - 空を飛んだオッチ（ 日本）
  - ワースト☆コンタクト（ 日本）
  - 濡れた赫い糸（ 日本
  - 妖怪大戦争（ 日本）
  - 劇場版 NARUTO -ナルト- 大激突!幻の地底遺跡だってばよ（ 日本/アニメ）
  - 劇場版 金色のガッシュベル!! メカバルカンの来襲（ 日本/アニメ）
- 13日
  - マダガスカル（ アメリカ合衆国/アニメ）
  - チャイルド・プレイ チャッキーの種（ アメリカ合衆国）
  - マザー・テレサ（ イタリア）
  - サヨナラCOLOR（ 日本）
  - インディアン・サマー（ 日本）
  - 七人の弔（ 日本）
- 20日
  - ハッカビーズ（ アメリカ合衆国）
  - ふたりの5つの分かれ路（ フランス）
  - 霊/リョン（ 韓国）
  - ノロイ（ 日本）
  - 劇場版xxxHOLiC 真夏ノ夜ノ夢（ 日本）
  - 劇場版ツバサ・クロニクル 鳥カゴの国の姫君（ 日本）
- 27日
  - 奥さまは魔女（ アメリカ合衆国）
  - 愛についてのキンゼイ・レポート（ アメリカ合衆国）
  - ランド・オブ・ザ・デッド（ アメリカ合衆国）
  - メトロで恋して（ フランス）
  - 花都大戦（ 香港）
  - 南極日誌（ 韓国）
  - 容疑者 室井慎次（ 日本）
  - さよならみどりちゃん（ 日本）
  - 釣りバカ日誌16 浜崎は今日もダメだった♪♪（ 日本）
  - メゾン・ド・ヒミコ（ 日本）
  - ジーナ・K（ 日本）

### 9月
- 3日
  - Be Cool/ビー・クール（ アメリカ合衆国）
  - ボム・ザ・システム（ アメリカ合衆国）
  - クレールの刺繍（ フランス）
  - NANA（ 日本）
  - 劇場版 仮面ライダー響鬼と7人の戦鬼（ 日本）
  - 魔法戦隊マジレンジャー THE MOVIE インフェルシアの花嫁（ 日本）
  - わたしの季節（ 日本）
  - サマータイムマシン・ブルース（ 日本）
- 10日
  - 銀河ヒッチハイク・ガイド（ アメリカ合衆国）
  - エコーズ（ アメリカ合衆国）
  - チャーリーとチョコレート工場（ アメリカ合衆国・ イギリス）
  - 理想の女（ スペイン・ イギリス、他）
  - タッチ（ 日本）
  - せかいのおわり（ 日本）
- 17日
  - シンデレラマン（ アメリカ合衆国）
  - ファンタスティック・フォー（ アメリカ合衆国）
  - ルパン（ フランス・ イタリア・ スペイン・ イギリス）
  - NOTHING ナッシング（ カナダ）
  - 亀も空を飛ぶ（ イラク・ イラン）
  - 四月の雪（ 韓国）
  - 頭文字D THE MOVIE（ 香港）
  - about love アバウト・ラブ/関於愛（ 日本・ 中国）
  - SHINOBI（ 日本）
  - 深紅（ 日本）
- 23日
  - がんばれ!ベアーズ/ニュー・シーズン（ アメリカ合衆国）
  - ヘッドハンター（ アメリカ合衆国）
  - 8月のクリスマス（ 日本）
  - 殴者 NAGURIMONO（ 日本）
- 24日
  - STOMPの愛しの掃除機（ アメリカ合衆国）
  - ゲス・フー 招かれざる恋人（ アメリカ合衆国）
  - 娼婦たち（ スペイン）

### 10月
- 1日
  - 戦 IKUSA（ 日本）
  - シン・シティ（ アメリカ合衆国）
  - セブンソード（ 香港）
  - 蟬しぐれ（ 日本）
  - 旅するジーンズと16歳の夏（ アメリカ合衆国）
  - 鳶がクルリと（ 日本）
  - TKO HIPHOP（ 日本）
  - 天正伊賀の乱（ 日本）
  - トゥルーへの手紙（ アメリカ合衆国）
  - 理想の恋人.com（ アメリカ合衆国）
  - バッドアス（ アメリカ合衆国）
- 8日
  - エイリアンVSヴァネッサ・パラディ（ フランス・ ドイツ・ イギリス）
  - 鍵がない（ 日本）
  - 空中庭園（ 日本）
  - 月光（ 日本）
  - この胸いっぱいの愛を（ 日本）
  - スクラップ・ヘブン（ 日本）
  - ステルス（ アメリカ合衆国）
  - ブコウスキー:オールドパンク（ アメリカ合衆国）
  - ベルベット・レイン（ 香港）
  - 真夜中のピアニスト（ フランス）
- 15日
  - 愛をつづる詩（ アメリカ合衆国・ イギリス）
  - アワーミュージック（ フランス・ スイス）
  - 絶対恐怖 Pray プレイ（ 日本）
  - そして、ひと粒のひかり（ アメリカ合衆国・ コロンビア）
  - 誰がために（ 日本）
  - ビューティフル ボーイ（ タイ）
  - 不滅の男 エンケン対日本武道館（ 日本）
  - ヘイフラワーとキルトシュー（ フィンランド）
  - マカロニ・ウェスタン 800発の銃弾（ アメリカ合衆国）
  - 不良少年（ヤンキー）の夢（ 日本）
- 22日
  - アラハン（ 韓国）
  - イエスタデイ、ワンスモア（ 香港）
  - グロヅカ（ 日本）
  - 世界（ 日本・ フランス・ 中国）
  - ティム・バートンのコープスブライド（ アメリカ合衆国）
  - デッドライン（ タイ）
  - ドア・イン・ザ・フロア（ アメリカ合衆国）
  - ドミノ（ アメリカ合衆国）
  - 福井青春革命（ 日本）
  - 福井青春物語（ 日本）
  - まだまだあぶない刑事（ 日本）
  - ランド・オブ・プレンティ（ アメリカ合衆国・ ドイツ）
  - 蝋人形の館（ アメリカ合衆国）
  - 私の頭の中の消しゴム（ 韓国）
- 29日
  - アイドルたち（ 日本）
  - 青い棘（ ドイツ）
  - イツカ波ノ彼方ニ（ 日本）
  - ヴェニスの商人（ アメリカ合衆国・ イタリア・ ルクセンブルク・ イギリス）
  - 女は男の未来だ（ 韓国・ フランス）
  - カスタムメイド10.30（ 日本）
  - 機動戦士ΖガンダムII 恋人たち（ 日本）
  - キャプテン・ウルフ（ アメリカ合衆国）
  - スリーピングフラワー（ 日本）
  - SAW2（ アメリカ合衆国）
  - 春の雪（ 日本）
  - モンドヴィーノ（ フランス・ アメリカ合衆国）

### 11月
- 3日
  - ブラザーズ・グリム（ イギリス・ チェコ・ アメリカ合衆国）
  - ホールドアップダウン（ 日本）
- 5日
  - イントゥ・ザ・ブルー（ アメリカ合衆国）
  - トレジャー・ハンターズ（ アメリカ合衆国）
  - ミリオンズ（ イギリス・ アメリカ合衆国）
  - 灯台守の恋（ フランス）
  - 仮面ライダー THE FIRST（ 日本）
  - TAKESHIS'（ 日本）
  - ALWAYS 三丁目の夕日（ 日本）
  - 乱歩地獄（ 日本）
  - 絶対恐怖 Booth ブース（ 日本）
- 12日
  - イン・ハー・シューズ（ アメリカ合衆国）
  - ダーク・ウォーター（ アメリカ合衆国）
  - エリザベスタウン（ アメリカ合衆国）
  - ドゥーマ（ アメリカ合衆国）
  - インサイド・ディープ・スロート（ アメリカ合衆国）
  - アクメッド王子の冒険（ ドイツ/アニメ）
  - 少林キョンシー（ 中国）
  - パープル・バタフライ（ 中国・ フランス）
  - 親切なクムジャさん（ 韓国）
  - トンケの蒼い空（ 韓国）
  - ノーパンツ・ガールズ（ 日本）
  - カーテンコール（ 日本）
- 19日
  - エリザベス・ハーレーの明るい離婚計画（ アメリカ合衆国）
  - フォー・ブラザーズ/狼たちの誓い（ アメリカ合衆国）
  - Jの悲劇（ イギリス）
  - CUBE ZERO（ カナダ）
  - マダムと奇人と殺人と（ フランス・ ベルギー・ ルクセンブルク）
  - 同じ月を見ている ( 日本)
  - 奇談 ( 日本)
  - 大停電の夜に ( 日本)
  - 天然性侵略と模造愛 ( 日本)
  - しあわせなら手をたたこう ( 日本)
  - 変身 ( 日本)
  - 欲望 ( 日本)
- 26日
  - ミート・ザ・ペアレンツ2（ アメリカ合衆国）
  - イントゥ・ザ・サン（ アメリカ合衆国）
  - ハリー・ポッターと炎のゴブレット（ イギリス・ アメリカ合衆国）
  - ポビーとディンガン（ イギリス・ オーストラリア）
  - 探偵事務所5" -5ナンバーで呼ばれる探偵達の物語-（ 日本）
  - 二人日和（ 日本）

### 12月
- 3日
  - Mr.&Mrs. スミス（ アメリカ合衆国）
  - 七人のマッハ!!!!!!!（ タイ）
  - 風の前奏曲（ タイ）
  - 僕の恋、彼の秘密（ 台湾）
  - ビッグ・スウィンドル!（ 韓国）
  - ブレイキング・ニュース（ 韓国）
  - 非日常的な彼女（ 韓国）
  - 狼少女（ 日本）
- 6日
  - イマジン/ジョン・レノン（ アメリカ合衆国）
- 10日
  - SAYURI（ アメリカ合衆国）
  - ザスーラ（ アメリカ合衆国）
  - NOEL ノエル（ アメリカ合衆国）
  - ロード・オブ・ドッグタウン（ アメリカ合衆国・ ドイツ）
  - エンパイア・オブ・ザ・ウルフ（ フランス）
  - ある子供（ ベルギー・ フランス）
  - ディア・ウェンディ（ デンマーク・ フランス・ ドイツ・ イギリス）
  - シルバーホーク（ 香港）
  - 東京ゾンビ（ 日本）
  - あらしのよるに（ 日本）
  - スクールデイズ（ 日本）
  - 映画 ふたりはプリキュア Max Heart 2 雪空のともだち（ 日本）
  - ザ・コーポレーション（ カナダ）
- 17日
  - キング・コング（ アメリカ合衆国）
  - ロード・オブ・ウォー（ アメリカ合衆国）
  - ダウン・イン・ザ・バレー（ アメリカ合衆国）
  - 愛より強い旅（ フランス）
  - 歓びを歌にのせて（ スウェーデン）
  - アメノナカノ青空（ 韓国）
  - 男たちの大和/YAMATO（ 日本）
  - もっこす元気な愛（ 日本）
  - ゲルマニウムの夜（ 日本）
  - ブラック・ジャック ふたりの黒い医者（ 日本）
  - バッシュメント（ 日本）
  - ガラスの使徒（ 日本）
  - 劇場版 超星艦隊セイザーX 戦え!星の戦士たち（ 日本）
  - 甲虫王者ムシキング 〜グレイテストチャンピオンへの道〜（ 日本）
  - 疾走（ 日本）
- 23日
  - 綴り字のシーズン（ アメリカ合衆国）
  - チキン・リトル（ アメリカ合衆国/アニメ）
  - ファイナル・カット（ アメリカ合衆国）
  - ボブ・ディラン ノー・ディレクション・ホーム（ アメリカ合衆国）
  - 秘密のかけら（ カナダ・ イギリス・ アメリカ合衆国）
  - ジョージ・マイケル-素顔の告白-（ イギリス）
  - 天空の草原のナンサ（ ドイツ）
  - マサイ（ フランス）
  - あぶない奴ら 〜TWO GUYS〜（ 韓国）
- 24日
  - ディック&ジェーン 復讐は最高!（ アメリカ合衆国）
  - TABOO（ イギリス）
  - 世界は彼女のためにある（ 日本）
  - Strange Circus 奇妙なサーカス（ 日本）
  - ルナハイツ（ 日本）